# 埃米尔·苏托夫斯基
埃米尔·苏托夫斯基（Emil Sutovsky，1977年9月19日—），以色列国际象棋棋手、特级大师，现任国际象棋职业棋手协会主席。
苏托夫斯基于1996年成为国际象棋世界青年冠军。2001年，获欧洲国际象棋个人冠军。2005年，他曾连夺直布罗陀国际象棋公开赛并列冠军、俄航杯国际象棋公开赛冠军。2012年起出任国际象棋职业棋手协会主席。2015年，获比尔国际象棋大师公开赛。此外，他还作为以色列队的成员出战过九届国际象棋奥林匹克，并在2010年第39届国际象棋奥林匹克中成为最佳表现棋手，同时获第二台次金牌。